# Châteauroux Classic de l'Indre 2014
La Châteauroux Classic de l'Indre 2014, undicesima edizione della corsa e valida come evento dell'UCI Europe Tour 2014 categoria 1.1 e come dodicesima prova della Coppa di Francia, si svolse il 24 agosto 2014 su un percorso di 203,8 km. Fu vinta dal belga Iljo Keisse che terminò la gara in 4h40'39", alla media di 43,57 km/h.
Al traguardo 147 ciclisti portarono a termine la gara.

## Squadre e corridori partecipanti
| N.      | Cod. | Squadra                      |
| ------- | ---- | ---------------------------- |
| 1-8     | EUC  | Team Europcar                |
| 11-18   | ALM  | AG2R La Mondiale             |
| 21-28   | BSE  | Bretagne-Séché Environnement |
| 31-38   | COF  | Cofidis, Solutions Credits   |
| 41-48   | FDJ  | FDJ.fr                       |
| 51-58   | BIG  | BigMat-Auber 93              |
| 61-68   | LPM  | La Pomme Marseille           |
| 71-78   | RLM  | Roubaix-Lille Metropole      |
| 81-88   | OPQ  | Omega Pharma-Quickstep       |
| 91-98   | TSV  | Topsport Vlaanderen-Baloise  |
| 101-108 | WGG  | Wanty-Groupe Gobert          |

| N.      | Cod. | Squadra                      |
| ------- | ---- | ---------------------------- |
| 111-118 | VIN  | Colombia                     |
| 121-128 | CJR  | Caja Rural-Seguros RGA       |
| 131-138 | AND  | Androni Giocattoli-Venezuela |
| 141-148 | BAR  | Bardiani Valvole-CSF Inox    |
| 151-158 | NRI  | Neri Sottoli                 |
| 161-168 | CCC  | CCC-Polsat Polkowice         |
| 171-178 | MTN  | MTN-Qhubeka                  |
| 181-186 | IAM  | IAM Cycling                  |
| 191-195 | BGT  | Bridgestone Anchor           |
| 201-208 | WBC  | Wallonie-Bruxelles           |

## Ordine d'arrivo (Top 10)
| Pos. | Corridore           | Squadra       | Tempo    |
| ---- | ------------------- | ------------- | -------- |
| 1    | Iljo Keisse         | Omega Pharma  | 4h40'39" |
| 2    | Romain Feillu       | Bretagne      | s.t.     |
| 3    | Roy Jans            | Wanty         | s.t.     |
| 4    | Edward Theuns       | Topsport Vl.  | s.t.     |
| 5    | Morgan Lamoisson    | Europcar      | s.t.     |
| 6    | Benjamin Giraud     | La Pomme Mar. | s.t.     |
| 7    | Baptiste Planckaert | Roubaix-Lille | s.t.     |
| 8    | Francesco Chicchi   | Neri Sottoli  | s.t.     |
| 9    | Andrea Piechele     | Bardiani-CSF  | s.t.     |
| 10   | Justin Jules        | La Pomme Mar. | s.t.     |